# Trichostema ovatum
Trichostema ovatum är en kransblommig växtart som beskrevs av Mary Katherine Curran. Trichostema ovatum ingår i släktet Trichostema och familjen kransblommiga växter. Inga underarter finns listade i Catalogue of Life.